# لیبراچی
ولادزیو والنتیو لیبراچی (به انگلیسی: Władziu (or Vladziu) Valentino Liberace) (۱۹۱۹-۱۹۸۷) نوازنده پیانو ، خواننده و بازیگر آمریکایی بود.
از فیلم‌هایی که وی در آن‌ها نقش داشته است، می‌توان به عزیز اشاره نمود.